# Balaustion
Balaustion é um género botânico pertencente à família Myrtaceae, nativo e endémico no sudoeste australiano. O termo provém do nome utilizado por Dioscórides para as flores das romãzeiras silvestres. É constituído por espécies de arbustos de folhagem perene, ricos em óleos essenciais. Tanto podem ter o seu habitat em zonas pantanosas como em locais muito secos. As folhas são, em geral, de pequena dimensão, opostas, glabras (sem pêlos) herbáceas ou coriáceas. As flores são hermafroditas e a polinização pode ser realizada por insectos (polinização entomófila) ou por aves (polinização ornitófila). O fruto é uma cápsula deiscente.

## Espécies
- Balaustion microphyllum, C.A.Gardner
- Balaustion pulcherrimum, Hook.